# 올리브 가지 청원서
올리브 가지 청원(Olive Branch Petition)은 1775년 7월 5일 제2차 대륙회의에 의해 채택되었고, 1775년 7월 8일에 서명되었으며, 이는 아메리카의 그레이트브리튼섬과 13개 식민지 간의 전쟁을 피하기 위한 최후의 시도였다. 의회는 이미 일주일 이상 전에 캐나다 침공을 승인했지만, 이 청원은 그레이트브리튼섬에 대한 미국의 충성을 재확인하고 조지 3세에게 추가적인 갈등을 막아달라고 간청했다. 그러나 이 청원 다음에는 1775년 7월 6일 무력 사용의 원인과 필요성에 대한 선언이 이어져 런던에서의 성공 가능성은 낮았다. 1775년 8월, 식민지들은 공식적으로 반란 선언에 의해 반란 상태로 선언되었고, 청원은 영국 정부에 의해 거부되었다. 조지 3세는 식민지 개척민들을 반역자로 선언하기 전에 청원을 읽는 것을 거부했다.

## 초안 작성
1775년 5월, 혁명의 수도인 필라델피아의 현재 독립기념관 (미국)에서 소집된 제2차 대륙회의와 그 대다수 대표들은 처음에 조지 3세와 화해를 시도하려는 동료 대표 존 디킨슨을 지지했다. 그러나 존 애덤스가 이끄는 소수의 제2차 대륙회의 대표들은 영국과의 전쟁이 궁극적으로 피할 수 없을 것이라고 주장했고, 대신 디킨슨의 노력을 지지하지 않고 전쟁과 미국 독립의 대의를 지지하여 13개 식민지를 결집할 적절한 순간을 기다리기로 선택했다.
그러나 이 소수의 대표들이 관여하지 않음으로써 디킨슨과 그의 노력을 지지하는 대표들은 영국과의 차이점과 우려를 해소하려 시도할 수 있었다.
디킨슨은 올리브 가지 청원의 주요 저자였으며, 벤저민 프랭클린, 존 제이, 존 러틀리지, 토머스 존슨이 문서 초안 작성 위원회에서 활동했다. 디킨슨은 13개 식민지가 대영 제국으로부터 완전한 독립을 추구하는 것이 아니라, 더 공정한 무역 및 세금 규제를 추구한다고 주장했다.
디킨슨은 조지 3세에게 참을 수 없는 법의 폐지를 시작으로 그레이트브리튼섬과 식민지들 사이에 "미래의 불화에 의해 방해받지 않고 양국 후대에 축복을 영속시킬 수 있는 견고한 기반 위에서" 영구적인 해결책을 확립해 달라고 요청했다. 편지의 서문에는 조지아를 제외한 13개 식민지 중 12개 식민지의 이름이 언급되었다. 이 편지는 7월 5일에 승인되었고, 제2차 대륙회의 의장인 존 핸콕과 이 12개 식민지 대표들에 의해 서명되었다. 1775년 7월 8일, 이 편지는 리처드 펜과 아서 리의 보살핌 아래 런던으로 보내졌다.
이 편지는 런던의 영국 국립 공문서관에 보관되어 있다. 디킨슨은 렉싱턴 콩코드 전투 소식과 "겸손한 청원"이 왕이 역제안이나 공개 협상으로 응답하도록 설득할 것이라고 희망했다.

## 접수와 거부
제2차 대륙회의의 대표이자 대영 제국으로부터의 완전한 독립을 주장했던 존 애덤스는 한 친구에게 이 청원이 아무 소용이 없으며, 영국과의 전쟁은 피할 수 없고, 13개 식민지는 이미 해군을 양성하고 영국 관리들을 포로로 잡았어야 한다고 썼다. 애덤스의 편지는 영국 관리들에게 가로채졌고, 그 내용이 청원 자체와 거의 동시에 그레이트브리튼섬에 도달했다. 군사적 대응을 주장하는 영국인들은 애덤스의 편지를 이용하여 청원 자체가 불성실하다고 주장했다.
펜과 리는 8월 21일 식민지 장관 다트머스 경에게 청원 사본을 전달했고, 9월 1일에는 원본을 전달했다. 그들은 9월 2일에 "폐하께서 왕좌에서 그것을 받지 않으셨으므로, 아무런 답변도 없을 것이라고 들었다"고 보고했다.
이때 이미 조지 3세는 벙커 힐 전투 소식에 대한 응답으로 8월 23일에 반란 선언을 발표하여 13개 식민지가 공개 반란 상태에 있음을 선언하고 "모든 우리의 장교들... 그리고 모든 우리의 복종하는 충성스러운 신민들"에게 "그러한 반란에 저항하고 진압하기 위해 최선을 다하라"고 명령했다. 애덤스가 예견했던 적대 행위는 청원을 약화시켰고, 왕은 청원이 그에게 도달하기도 전에 이미 답변을 내놓았다.

## 결과
조지 3세가 청원을 고려하지 않자 존 애덤스와 다른 이들은 식민지의 완전한 독립을 추진하고, 왕이 고집불통이며 식민지 주민들의 불만을 해결하는 데 관심이 없다고 주장할 기회를 얻었다.
애덤스는 많은 13개 식민지 주민들의 마음속에서 이 문제를 양극화시키는 데 기여했으며, 그들은 화해의 가능성이 거의 없으며 두 가지 현실적인 선택지, 즉 거의 반드시 영국과의 전쟁을 수반할 완전한 독립 아니면 영국 식민지 통치에 대한 완전한 복종만이 존재한다는 것을 깨닫기 시작했다. 토머스 페인은 1776년 1월에 출판된 그의 널리 읽히는 소책자 상식에서 이러한 인식을 더욱 확장시켰는데, 이는 제2차 대륙회의가 만장일치로 토머스 제퍼슨이 주로 작성한 미국 독립선언을 채택하고 출판하기 6개월 전이었다. 독립선언은 13개 식민지의 불만과 독립 주장을 상세히 설명했다.

## 같이 보기
- 미국 건국의 아버지
- 대륙 회의 의사록